# Neko Entertainment
Neko Entertainment était un studio français de développement de jeux vidéo basé à Montreuil, créé en 1999 par Laurent Lichnewsky, Fréderic Zimmer et Sotheara Khem,,. Il ferme en 2017.

## Historique
Laurent Lichnewsky le PDG est un ancien développeur de chez Silmarils, Ubisoft, Virtual Studio, Visiware, Psygnosis France et Kalisto Entertainment. Frédéric Zimmer, programmeur, était directeur technique sur Watch Dogs chez Ubisoft. Sotheara Khem est quant à lui diplômé des Gobelins en 1995, a été infographiste 2D/3D chez Kalisto et directeur artistique chez Masa, il fondera plus tard SOZO unltd.
Ils signent leur premiers contrats avec Microïds, Coktel Vision et Ubisoft.
En 2013, le studio, à la suite d'une période difficile, se place de sa propre initiative en redressement judiciaire.
En 2014, ils publient avec une adaptation en jeu vidéo de la seconde série de Les Mystérieuses Cités d’or nommé Les Mystérieuses Cités d'or : Mondes secrets. Le jeu est publié par une campagne Kickstarter qui réussit à atteindre 150 % de la somme initialement demandée.
Le studio présente le jeu Replay au Festival ludique international de Parthenay  en juillet 2014.
Début 2015 la société, fortement déficitaire, cherche un repreneur.
Le 29 mai 2015, la société est placée en liquidation judiciaire par résolution du plan de redressement.
Le 31 juillet 2015, la société fait l'objet d'un plan de cession.
Le studio coopère avec Arte pour la création du jeu Californium, d'après l'œuvre de Philip K. Dick, produit par Darjeeling et Nova Production, qui est publié en aoüt 2015.
Le 23 mars 2017 est prononcée la clôture pour insufisance d'actifs,.
En mai 2017, le studio annonce fermer ses portes.

## Récompenses
Le jeu Replay : VHS is Not Dead reçoit l'Indie Prize, Meilleur Show : choix du public en 2015 au Casual Connect Europe

## Ludographie
| Année | Titre                                                 | Éditeur                                                                        | Développeur                                 | Genre                        | Plate-forme                                                                    |
| ----- | ----------------------------------------------------- | ------------------------------------------------------------------------------ | ------------------------------------------- | ---------------------------- | ------------------------------------------------------------------------------ |
| 2017  | Farming Simulator 18                                  | Focus Home Interactive                                                         | GIANTS Software, Neko Entertainment         | Simulation                   | PlayStation Vita                                                               |
| 2017  | Pix the Cat                                           | Neko Entertainment                                                             | Pastagames                                  | Action                       | Xbox One                                                                       |
| 2016  | Californium                                           | Arte, Neko Entertainment                                                       | Darjeeling, Nova Production                 | Aventure, Réflexion          | Windows, MacOS                                                                 |
| 2015  | NekoBuro : Cats Block                                 | Neko Entertainement                                                            | F K Digital                                 | Réflexion                    | PlayStation Vita                                                               |
| 2015  | Beam Gleam                                            | Neko Entertainement                                                            | Neko Entertainment                          | Shoot 'em up                 | Linux                                                                          |
| 2015  | Isbarah - The First Journey                           | Neko Entertainement                                                            | Leikir Studio                               | Plates-formes, Shoot 'em up  | Windows, MacOS, Linux                                                          |
| 2015  | Replay : VHS is Not Dead,                             | Neko Entertainment                                                             | Neko Entertainment                          | Plates-formes, Réflexion     | Windows                                                                        |
| 2014  | Gauge                                                 | Étienne Perrin                                                                 | Neko Entertainment                          | Action                       | Windows                                                                        |
| 2013  | Les Mystérieuses Cités d'or : Mondes secrets          | Ynnis Interactive                                                              | Neko Entertainment                          | Action-aventure              | Windows, Android, iOS, Nintendo 3DS, Wii U                                     |
| 2013  | Tetrobot and Co.                                      | Swing Swing Submarine                                                          | Neko Entertainment                          | Réflexion                    | Windows, MacOS, Linux, Wii U, iOS, Android                                     |
| 2013  | Poöf vs. The Cursed Kitty!                            | Arkedo Studio                                                                  | Neko Entertainment                          | Plates-formes, Tower defense | Windows, MacOS, Linux                                                          |
| 2013  | Cocoto Magic Circus 2                                 | Bigben Interactive                                                             | Neko Entertainment                          | Tir                          | Wii U                                                                          |
| 2012  | Imagine Horse 3D                                      | Ubisoft                                                                        | Neko Entertainment                          | Sport, Gestion               | Nintendo 3DS                                                                   |
| 2012  | Puddle                                                | Konami, Neko Entertainment                                                     | Neko Entertainment                          | Réflexion                    | Xbox 360, Wii U, PlayStation 3, PlayStation Vita, Android, iOS, Windows, MacOS |
| 2012  | Cocoto Alien Brick Breaker                            | Bigben Interactive                                                             | Neko Entertainment                          | Casse-briques, Shoot 'em Up  | Nintendo 3DS                                                                   |
| 2011  | Delbo                                                 | Neko Entertainment                                                             | Beyond Interactive                          | Puzzle Game Shooter          | Nintendo DSi                                                                   |
| 2011  | Dodogo! Robo                                          | Neko Entertainment, Alien After All                                            | Neko Entertainment                          | Puzzle Game                  | Nintendo DSi                                                                   |
| 2011  | Faceez Monsters                                       | Neko Entertainment                                                             | Neko Entertainment                          | Interactive Photo            | Nintendo DSi                                                                   |
| 2011  | Ikibago                                               | Neko Entertainment                                                             | Neko Entertainment, Yamago                  | Puzzle Game                  | Nintendo DSi                                                                   |
| 2011  | Pucca Race for Kisses                                 | Bigben Interactive, Neko Entertainment                                         | Neko Entertainment, Otaboo                  | Action, Platfrom             | Wii                                                                            |
| 2010  | Dodogo! Challenge                                     | Neko Entertainment, Alien After All                                            | Neko Entertainment                          | Puzzle Game                  | Nintendo DSi                                                                   |
| 2010  | Marvel Super Heroes 3D : Grandmaster’s Challenge      | Bigben Interactive                                                             | Neko Entertainment                          | Board Action Game            | Wii                                                                            |
| 2010  | Western Heroes                                        | Bigben Interactive                                                             | Neko Entertainment                          | Rail Shooter                 | Wii                                                                            |
| 2010  | Cocoto Magic Circus (en)                              | Eurocenter                                                                     | Neko Entertainment, Eurocenter              | Shooting Game                | iPhone, iPad                                                                   |
| 2010  | Aladin Magic Racer                                    | Bigben Interactive, Neko Entertainment                                         | Hydravision                                 | Racing                       | Wii                                                                            |
| 2010  | Maestro: Green Groove                                 | Neko Entertainment                                                             | Neko Entertainment, Pastagames              | Action, Platfrom             | Nintendo DSi                                                                   |
| 2010  | Shimano Xtreme Fishing                                | Bigben Interactive, Neko Entertainment                                         | Mastiff                                     | Fishing                      | Wii                                                                            |
| 2010  | Sniper Elite                                          | Bigben Interactive, Neko Entertainment                                         | Rebellion, Raylight                         | Shooting Game                | Wii                                                                            |
| 2010  | Faceez                                                | Neko Entertainment                                                             | Neko Entertainment                          | Interactive Photo            | Nintendo DSi                                                                   |
| 2010  | Dodogo!                                               | Neko Entertainment, Alien After All                                            | Neko Entertainment                          | Puzzle Game                  | Nintendo DSi                                                                   |
| 2010  | Happy Neuron Academy                                  | Bigben Interactive                                                             | Black Sheep Studio, Neko Entertainment      | Brain Training Game          | Wii                                                                            |
| 2009  | Cocoto Kart Online                                    | Neko Entertainment                                                             | Eurocenter                                  | Race Game                    | iPhone, iPod Touch                                                             |
| 2009  | Mad Tracks                                            | Neko Entertainment                                                             | Load Inc.                                   | Race Game                    | Wii                                                                            |
| 2009  | My Body Coach                                         | Neko Entertainment                                                             | Kylotonn                                    | Fitness Game                 | Wii                                                                            |
| 2009  | Foot 2 Rue : Nicolas Anelka                           | Deep Silver                                                                    | Neko Entertainment, Otaboo                  |                              | Nintendo DS                                                                    |
| 2009  | Heracles Chariot Racing                               | Neko Entertainment                                                             | Neko Entertainment                          | Kart Game                    | PlayStation Portable                                                           |
| 2009  | Horse Life 3                                          | Game Life, Deep Silver                                                         | Neko Entertainment, Yullaby                 | Horse Game                   | Nintendo DS                                                                    |
| 2009  | Cover Girl                                            | Ubisoft                                                                        | Neko Entertainment                          | Interactive Magazine         | PlayStation Portable                                                           |
| 2009  | Cocoto Surprise                                       | Bigben Interactive, Neko Entertainment                                         | Neko Entertainment                          | Fishing Game                 | Wii                                                                            |
| 2009  | Cocoto Festival                                       | Neko Entertainment                                                             | Kylotonn Entertainment                      | Shooting Game                | Wii                                                                            |
| 2009  | Cocoto Kit for Kids                                   | Neko Entertainment, Chillingo                                                  | Tetraedge                                   | Kid Game                     | iPhone, iPod Touch                                                             |
| 2009  | Maestro! Jump in Music                                | Neko Entertainment                                                             | Pastagames                                  | Rythm Game                   | Nintendo DS, Nintendo DSi                                                      |
| 2009  | Cyberbike                                             | Neko Entertainment                                                             | Eko Software                                | Sport Game                   | Wii                                                                            |
| 2009  | Aqua Panic!                                           | Neko Entertainment, Eko Software                                               | Eko Software                                | Puzzle Game                  | Wii                                                                            |
| 2009  | Heracles Chariot Racing                               | Neko Entertainment                                                             | Neko Entertainment                          | Race Game                    | Wii                                                                            |
| 2009  | Cocoto Platform Jumper                                | Neko Entertainment                                                             | Neko Entertainment                          | Platform                     | Wii                                                                            |
| 2009  | Aqua Panic!                                           | Neko Entertainment, Eko Software                                               | Eko Software                                | Puzzle Game                  | Nintendo DS                                                                    |
| 2009  | Pollux                                                | Game Life, Deep Silver                                                         | Neko Entretainment, Otaboo                  | Mini Games                   | Nintendo DS                                                                    |
| 2009  | Remington Great American Bird Hunt                    | Bigben Interactive, Neko Entertainment                                         | Mastiff                                     | Shooting Game                | Wii                                                                            |
| 2009  | Deer Drive                                            | Bigben Interactive, Neko Entertainment                                         | Mastiff                                     | Shooting Game                | Wii                                                                            |
| 2009  | Dance Floor                                           | Bigben Interactive, Neko Entertainment                                         | Artefacts Studio                            | Dance                        | Nintendo DS                                                                    |
| 2008  | Build-A-Bear Workshop : Welcome to Hugsville          | Warner Bros, The Games Factory                                                 | Neko Entertainment, Pastagames              | Adventure                    | Nintendo DS                                                                    |
| 2008  | Build a Bear Workshop : Welcome to Furrytown          | Warner Bros, The Games Factory                                                 | Neko Entertainment, Smack Down Productions  | Adventure                    | Wii                                                                            |
| 2008  | Spray                                                 | Neko Entertainment                                                             | Eko Software                                | Adventure Game               | Wii                                                                            |
| 2008  | Foot 2 Rue                                            | Deep Silver                                                                    | Neko Entertainment, Otaboo                  |                              | Nintendo DS                                                                    |
| 2008  | Brico Utile                                           | Bigben Interactive, Neko Entertainment                                         | Tetraedge                                   | Serious Game                 | Nintendo DS                                                                    |
| 2008  | Tecktonik                                             | Deep Silver                                                                    | Neko Entertainment, Dancing Dots            | Dance                        | Nintendo DS                                                                    |
| 2008  | Tennis Elbow                                          | Bigben Interactive, Neko Entertainment                                         | Sanuk Software                              | Tennis                       | Nintendo DS                                                                    |
| 2008  | Mazes of Fate                                         | Bigben Interactive, Neko Entertainment                                         | Sabarasa Entertainment                      | RPG                          | Nintendo DS                                                                    |
| 2008  | Build a Bear Workshop (en) : A friend fur all seasons | The Game Factory                                                               | Neko Entertainement, Smack Down Productions | Mini Games                   | Wii                                                                            |
| 2008  | Horse Life 2 : Aventures autour du monde              | Game Life, Deep Silver                                                         | Neko Entertainement, Yullaby                | Horse Game                   | Nintendo DS                                                                    |
| 2008  | Horse Life : Amis pour la vie                         | Game Life, Deep Silver (EUR), D3P (USA)                                        | Neko Entertainment, Yullaby                 | Horse Game                   | Wii                                                                            |
| 2008  | Bratz Kids : Slumber Party !                          | The Game Factory                                                               | Neko Entertainment, Eko Software            | Mini Games                   | Wii                                                                            |
| 2008  | Bratz Kids : Slumber Party !                          | The Game Factory                                                               | Neko Entertainment, Otaboo                  | Mini Games                   | Nintendo DS                                                                    |
| 2008  | Safari Adventures : Africa                            | Neko Entertainment, Elektro Games (EUR), Conspiracy (USA)                      | Tetraedge                                   | Adventure, Mini Games        | Nintendo DS                                                                    |
| 2008  | Safari Adventures : Africa                            | Neko Entertainment, Elektro Games (EUR), Conspiracy (USA)                      | Tetraedge                                   | Adventure, Mini Games        | Wii                                                                            |
| 2008  | Baby Life                                             | Game Life                                                                      | Neko Entertainment, Pastagames              | Mini Games                   | Nintendo DS                                                                    |
| 2008  | Lucky Luke : The Daltons                              | Atari                                                                          | Neko Entertainment                          | Adventure, Mini Games        | Nintendo DS                                                                    |
| 2008  | Bratz Ponyz 2                                         | The Game Factory                                                               | Neko Entertainment                          | Adventure, Mini Games        | Nintendo DS                                                                    |
| 2008  | Déco Tendances                                        | Bigben Interactive, Neko Entertainment                                         | Tetraedge                                   | Serious Game                 | Nintendo DS                                                                    |
| 2008  | Travel Play : Petit Futé                              | Bigben Interactive, Neko Entertainment                                         | Otaboo                                      | Serious Game                 | Nintendo DS                                                                    |
| 2008  | Mots Croisés 2                                        | Bigben Interactive, Neko Entertainment                                         | Sanuk Software                              | Crossword Game               | Nintendo DS                                                                    |
| 2008  | Warning                                               | Atari, Anuman                                                                  | Black Sheep Studio, Neko Entertainment      |                              | Wii                                                                            |
| 2008  | Cocoto Kart Racer                                     | Neko Entertainment, Conspiracy (USA)                                           | Neko Entertainment                          | Kart Racing                  | Wii                                                                            |
| 2008  | Cocoto Fishing Master                                 | Neko Entertainment, Eko Software                                               | Eko Software                                | Fishing Game                 | Wii                                                                            |
| 2008  | Martine à la Montagne                                 | Nobilis                                                                        | Neko Entertainment, Otaboo                  | Mini Games                   | Nintendo DS                                                                    |
| 2008  | Barn Yard Blast                                       | Bigben Interactive, Neko Entertainment                                         | Sanuk Software                              | Platform, Shooting           | Nintendo DS                                                                    |
| 2008  | Code Lyoko : X.A.N.A. Destruction finale              | The Game Factory                                                               | Neko Entertainment, Yullaby                 | RPG                          | Nintendo DS                                                                    |
| 2008  | Code Lyoko : Plongez vers l'infini                    | The American Game Factory (USA), MiNintendo DScape (EUR)                       | Neko Entertainment                          | Plate-forme, Aventure        | PlayStation 2                                                                  |
| 2008  | Code Lyoko : Plongez vers l'infini                    | The American Game Factory (USA), MiNintendo DScape (EUR)                       | Neko Entertainment                          | Plate-forme, Aventure        | PlayStation Portable                                                           |
| 2008  | Build a Bear                                          | The Game Factory                                                               | Neko Entertainment, Pastagames              | Mini Games                   | Nintendo DS                                                                    |
| 2007  | Garfield : Lasagna World Tour                         | Neko Entertainment, Eko Software                                               | Eko Software                                | Platform                     | PlayStation 2                                                                  |
| 2007  | Lucky Luke : Go West !                                | Atari                                                                          | Neko Entertainment                          | Adventure, Mini Games        | Nintendo DS                                                                    |
| 2007  | Martine à la Ferme                                    | Nobilis                                                                        | Neko Entertainment, Otaboo                  | Mini Games                   | Nintendo DS                                                                    |
| 2007  | Heracles : Battle With the Gods                       | Midas Interactive                                                              | Neko Entertainment, Kaolink                 | Platform                     | Nintendo DS                                                                    |
| 2007  | Mots Croisés                                          | Bigben Interactive, Neko Entertainment                                         | Sanuk Software                              | Crossword Game               | Nintendo DS                                                                    |
| 2007  | Code Lyoko : Plongez vers l'infini                    | The American Game Factory (USA), MiNintendo DScape (EUR)                       | Neko Entertainment                          | Plate-forme, Aventure        | Wii                                                                            |
| 2007  | Cocoto Magic Circus                                   | Bigben Interactive, Neko Entertainment, Conspiracy (USA)                       | Neko Entertainment                          | Arcade, Shooter              | Wii                                                                            |
| 2007  | Cocoto Racers                                         | Midway                                                                         | Neko Entertainment                          | Racing                       | Nintendo DS                                                                    |
| 2007  | Best of Board Games DS                                | Bigben Interactive, Neko Entertainment, Conspiracy (USA)                       | DreamOn Studios                             | Board Game                   | Nintendo DS                                                                    |
| 2007  | Best of Tests DS                                      | Bigben Interactive, Neko Entertainment, Conspiracy (USA)                       | Otaboo                                      | Brain Game                   | Nintendo DS                                                                    |
| 2007  | Code de la Route                                      | Bigben Interactive, Neko Entertainment, Conspiracy (USA)                       | Artefact Studio                             | Learning Game                | Nintendo DS                                                                    |
| 2007  | Bratz Ponyz                                           | The Game Factory                                                               | Neko Entertainment                          | Adventure, Mini Games        | Nintendo DS                                                                    |
| 2007  | Legend of the Dragon                                  | The Game Factory                                                               | Neko Entertainment                          | Fighting                     | Wii                                                                            |
| 2007  | Legend of the Dragon                                  | The Game Factory                                                               | Neko Entertainment                          | Fighting                     | PlayStation Portable                                                           |
| 2007  | Legend of the Dragon                                  | The Game Factory                                                               | Neko Entertainment                          | Fighting                     | PlayStation 2                                                                  |
| 2007  | Best of Card Games DS                                 | Bigben Interactive, Neko Entertainment, Conspiracy (USA)                       | DreamOn Studios                             | Card Game                    | Nintendo DS                                                                    |
| 2007  | Vegas Casino High 5!                                  | Neko Entertainment, White Park Bay                                             | Magnin&Associates                           | Casino Game                  | Nintendo DS                                                                    |
| 2007  | Cocoto Kart Racer                                     | Midas Interactive, Big Ben Intercative (EUR), Akella (RUS)                     | Neko Entertainment                          | Racing                       | Windows                                                                        |
| 2007  | Cocoto Funfair                                        | Akella, Bigben Interactive                                                     | Neko Entertainment                          | Arcade, Shooter              | Windows                                                                        |
| 2007  | Cocoto Platform Jumper                                | Bigben Interactive, Neko Entertainment                                         | Neko Entertainment                          | Platform                     | Game Boy Advance                                                               |
| 2006  | Heracles Chariot Racing                               | Midas Interactive (EUR), GFI (RUS)                                             | Neko Entertainment, Kaolink                 | Racing                       | PlayStation 2                                                                  |
| 2006  | Arthur et les Minimoys                                | Atari                                                                          | Neko Entertainment                          | Party Game                   | Nintendo DS                                                                    |
| 2006  | Back to Stone                                         | Bigben Interactive, Neko Entertainment, Graffiti (USA)                         | Hidden Floor                                | Platform                     | Game Boy Advance                                                               |
| 2006  | Crazy Frog Racer 2                                    | Neko Entertainment, Turtles Games (EUR), Valcom (USA)                          | Neko Entertainment                          | Racing                       | PlayStation 2, Windows                                                         |
| 2006  | Postman Pat                                           | The Game Factory                                                               | Neko Entertainment                          | Platform, Mini Games         | Game Boy Advance                                                               |
| 2006  | Oui-Oui et le Livre Magique                           | The Game Factory                                                               | Neko Entertainment                          | Adventure                    | PlayStation 2                                                                  |
| 2006  | Cocoto Fishing Master                                 | Bigben Interactive, Neko Entertainment                                         | Neko Entertainment                          | Fishing                      | PlayStation 2                                                                  |
| 2006  | Heracles : Battle With the Gods                       | Midas Interactive (EUR), GFI (RUS)                                             | Neko Entertainment                          | Platform                     | PlayStation 2                                                                  |
| 2006  | Crazy Frog Racer                                      | Neko Entertainment, Digital Jesters                                            | Neko Entertainment                          | Racing                       | PlayStation 2, Windows                                                         |
| 2006  | Racing Fever                                          | Neko Entertainment, White Park Bay                                             | NAPS Team                                   | Racing                       | Game Boy Advance                                                               |
| 2006  | Cocoto Platform Jumper                                | Akella, Bigben Interactive                                                     | Neko Entertainment                          | Platform                     | Windows                                                                        |
| 2006  | Franklin : Un Anniversaire Surprise                   | The Game Factory                                                               | Neko Entertainment                          | Adventure                    | PlayStation 2                                                                  |
| 2006  | Cocoto Funfair                                        | Bigben Interactive, Neko Entertainment                                         | Neko Entertainment                          | Arcade, Shooter              | PlayStation 2, GameCube                                                        |
| 2006  | Cocoto Kart Racer                                     | Bigben Interactive, Neko Entertainment, Conspiracy (USA)                       | Neko Entertainment                          | Racing                       | Game Boy Advance                                                               |
| 2005  | Cocoto Kart Racer                                     | Bigben Interactive, Neko Entertainment, Conspiracy (USA)                       | Neko Entertainment                          | Racing                       | Nintendo DS                                                                    |
| 2005  | La Grande Aventure de Franklin                        | The Game Factory                                                               | Neko Entertainment                          | Adventure                    | Nintendo DS                                                                    |
| 2005  | Cocoto Kart Racer                                     | Neko Entertainment, Conspiracy (USA), Kemco Japan                              | Neko Entertainment                          | Racing                       | Nintendo DS                                                                    |
| 2005  | Cocoto Kart Racer                                     | Bigben Interactive, Neko Entertainment, Conspiracy (USA)                       | Neko Entertainment                          | Racing                       | PlayStation 2, GameCube                                                        |
| 2004  | Glory Days: The Essence of War                        | Atlus (USA), SG Diffusion, Neko Entertainment (EUR)                            | Olivier Denis                               | Action, Strategy             | Game Boy Advance                                                               |
| 2004  | Hardcore Pool                                         | Neko Entertainment, White Park Bay                                             | Frontline                                   | Pool                         | Game Boy Advance                                                               |
| 2004  | Cocoto Platform Jumper                                | Bigben Interactive, Neko Entertainment                                         | Neko Entertainment                          | Platform                     | PlayStation 2, GameCube                                                        |
| 2004  | Mouse Trophy                                          | Bigben Interactive, Neko Entertainment (PlayStation 2), Micro Application (PC) | Neko Entertainment                          | Puzzle, Strategy             | PlayStation 2, Windows                                                         |
| 2004  | WWF Panda Junior                                      | SG Diffusion, ElektroGames (EUR), Take Two (USA)                               | Neko Entertainment                          | Adventure                    | PlayStation 2, Windows                                                         |
| 2003  | Adibou et le Secret de Paziral                        | Coktel Vision                                                                  | Neko Entertainment                          | Platform                     | PlayStation                                                                    |
| 2003  | Charlie's Angels : Les Anges se déchaînent !          | Ubisoft                                                                        | Neko Entertainment                          | Beat Them All                | PlayStation 2                                                                  |
| 2002  | Taxi 2                                                | DC Studios under the NGDK License                                              | Neko Entertainment                          | Racing                       | PlayStation                                                                    |
| 2001  | Adibou et l'Ombre verte                               | Coktel Vision                                                                  | Neko Entertainment                          | Adventure                    | PlayStation, Windows                                                           |
| 2000  | X'treme Roller                                        | Microïds                                                                       | Neko Entertainment                          | Skateblading                 | PlayStation                                                                    |
| 2000  | Mia Hamm Soccer                                       | South Peak Interactive                                                         | Neko Entertainment                          | Sport Game                   | Nintendo 64                                                                    |
| N/A   | Gremlins : The Chase[réf. nécessaire]                 | LSP                                                                            | Neko Entertainment                          | Action, Adventure            | PlayStation 2                                                                  |